# Pisa
Pisa (/ˈpiːsa/, latinsky Pisae) je město v Itálii, v Toskánsku, hlavní město provincie Pisa. Leží v severozápadní části země, na obou březích řeky Arno, 10 km východně od jejího ústí do Ligurského moře. Město má rozlohu 185 km² a přibližně 89 000 obyvatel.
Pisa je známá po celém světě svou Šikmou věží (Torre Pendente) a dalšími románskými budovami v komplexu místní katedrály na náměstí Piazza dei Miracoli („Náměstí zázraků“).

## Historie
Pisa byla založena na ústí řeky Arno pravděpodobně Řeky. Podle latinských spisovatelů vznikla ve 13. století př. n. l., 550 let před založením Říma. Dočasně patřila Etruskům, v roce 1991 během archeologických vykopávek na území Garibaldiho arény byla zdokumentována zdejší etruská nekropole. Za starověkého Říma byla Pisa jedním z center vlády nad Středozemním mořem.
V středověku byla fakticky nezávislá Pisánská republika důležitým obchodním přístavem a jednou z námořních republik (repubbliche marinare).
Díky velkému přístavu Pisa živě obchodovala, stala se soupeřem Janova a Benátek. Ve 12. a 13. století ovládla Sardinii, Korsiku a většinu pobřeží směrem na jih. Teprve porážka v námořní bitvě s Janovem v roce 1284 a postupné zanášení přístavu bahnem ukončily toto zlaté období. V roce 1405 se město dostalo pod nadvládu Florencie. Medicejští podporovali vědu, umění a obnovili pisánskou univerzitu, na které koncem 16. století učil i zdejší rodák Galileo Galilei.
V novověku se ústí řeky zaneslo bahnem a posunulo, takže přístav zmizel. Místní univerzita se proslavila a v současné době je Pisa známé univerzitní centrum. Studenti zdejších tří elitních univerzit tvoří skoro polovinu obyvatel. Ve 20. století se Pisa stala turistickým městem.

## Město a pamětihodnosti
Historické město leží na obou březích řeky Arno, které spojuje Ponte di Mezzo (Prostřední most). Sahá od nádraží na jihu a pevnosti Sangallo na jihovýchodě až po Piazza dei Miracoli na severozápadě. V jižní části města je kostel SM del Carmine, historické budovy univerzity jsou na severním břehu řeky blízko mostu. Uprostřed severní části leží náměstí dei Cavalieri a na západ od něho botanická zahrada.

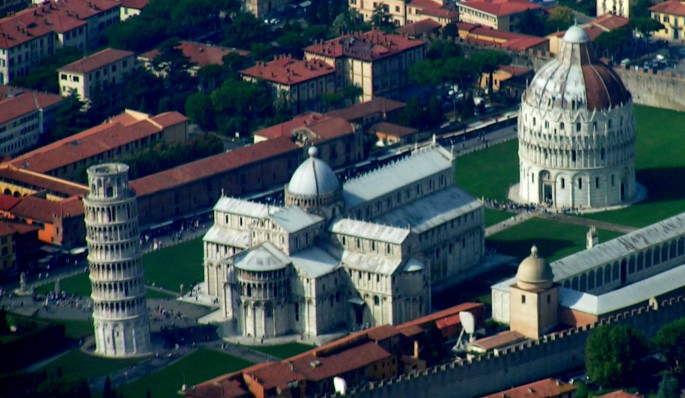
Šikmá věž, dóm a Baptisterium

### Piazza dei Miracoli
neboli Náměstí zázraků, také Piazza del Duomo, (od roku 1987 součást Světového dědictví UNESCO) leží v severozápadní části historického města a je ohniskem turistického ruchu.
- Šikmá věž (Torre Pendente), jejímž pravděpodobným autorem je Gerardo di Gerardo, byla založena roku 1173, ale už 1185, když byla postavena tři patra, se ukázalo, že je nakloněná. Kolem 1270 přibyla další poschodí, ale stavitelé se vzdali úmyslu postavit nejvyšší věž na světě a roku 1350 věž završili stolicí pro zavěšení zvonů v šestém patře. V další historii se věž stále nakláněla, až v devadesátých letech minulého století proběhly opravné práce, bylo zpevněno podloží a Torre Pendente se „vrátila“ do stavu přibližně v 18. stol. Věž má 56,6 m, vychýlení stavby je 5°30' jihovýchodním směrem.
- Dóm Panny Marie Nanebevzaté (Duomo di Pisa), pětilodní románská basilika s trojitou příčnou lodí, vznikl v letech 1063–1118, eliptická kupole nad křížením je z roku 1380. Po požáru v 16. st., byl obnoven v letech 1597–1604.
- Baptisterium (Battistero di San Giovanni), velká křestní kaple, bylo založeno 1152, gotické patro je z let 1250–1294 a kupole byla dokončena 1358.
- Hřbitov Camposanto Monumentale tvoří severní stranu náměstí Miracoli.

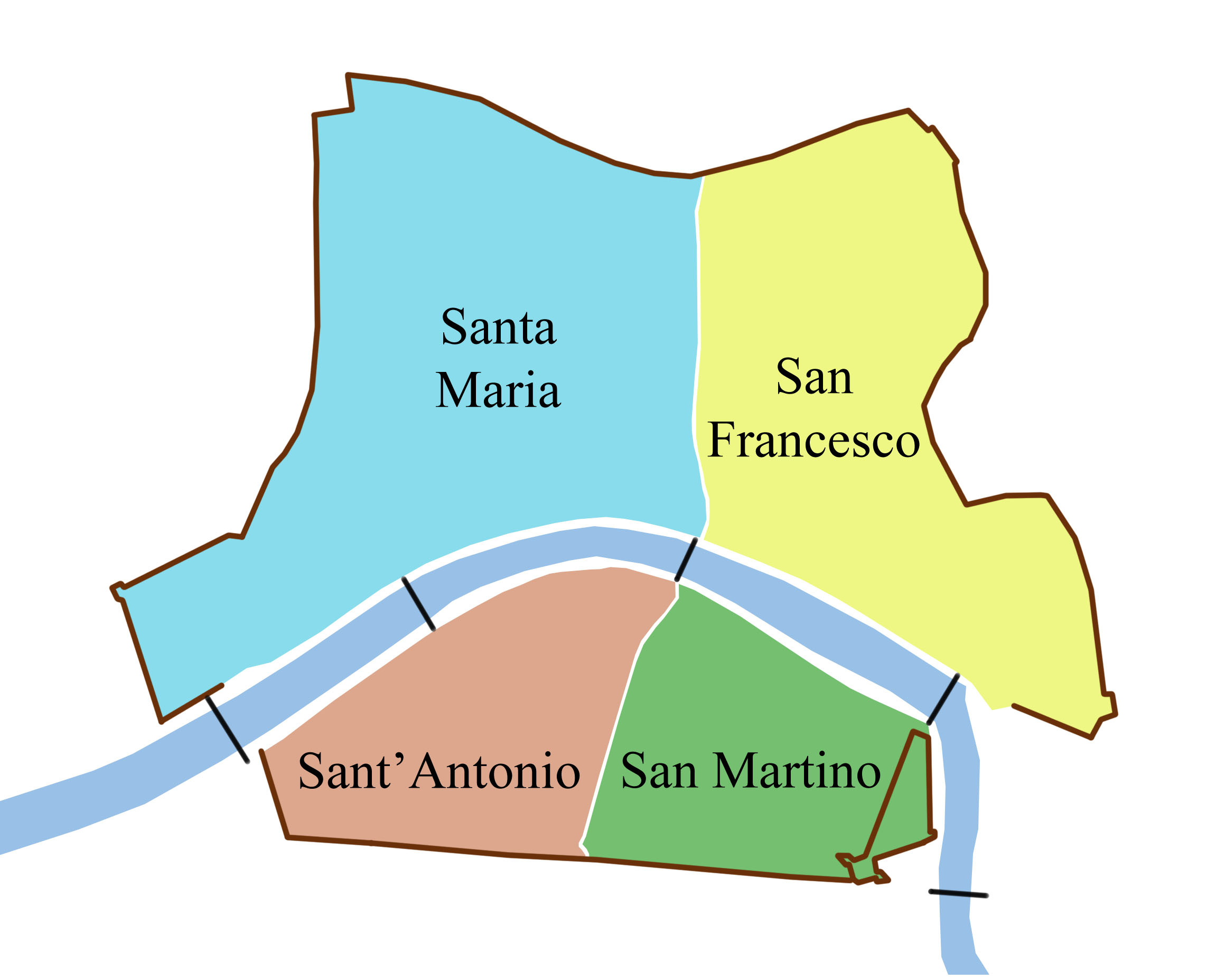
Čtvrti historické části Pisy

### Další části města
Od 15. st. bylo město rozděleno na čtyři části, čtvrtě a pojmenováno dle hlavního kostela v dané oblasti. Severozápadní část s Piazza dei Miracoli a hlavním náměstím Piazza dei Cavalieri je pojmenovaná dle dómu (Duomo di Santa Maria Assunta) Santa Maria, severovýchodní část dle stejnojmenného kostela San Francesco. Na levém břehu řeky Arno, na jihozápadě, leží Sant'Antonio, na jihovýchodě San Martino. Střed historického města pak leží na zmíněném Piazza dei Cavalieri. Zdejší paláce dei Cavalieri a del Orologio postavil slavný renesanční architekt Giorgio Vasari kolem 1560.
Kostely a chrámy (Seznam kostelů a chrámů v Pise)
- Kostel San Francesco, goticko-renesanční stavba z 13. st., dokončená v 16. st.
- San Michele in Borgo, románský kostel založený již 1016 a dokončený v 17. st.
- Kostel San Frediano, románsko-barokní z 12. až 17. st.
- Kostel San Paolo a Ripa d'Arno, v jihozápadní části města, byl založen v roce 925
- Gotický kostelík Santa Maria della Spina z let 1230–1323 stojí na jižním (levém) břehu řeky.
- Kostel Santa Caterina d'Alessandria, gotická stavba z let 1250 až 1326
- Románsko-barokní kostel San Nicola založený v roce 1097, dokončený v 17. st.
- Santo Stefano dei Cavalieri, kostel od Vasariho v manýristickém stylu založený 1565, dokončený 1859
- San Martino, goticko-renesanční kostel z let 1331 až 1610
- osmiboký kostel San Sepolcro vystavěný okolo roku 1150
- Synagoga (Sinagoga di Pisa) stojí severovýchodně od Ponte di Mezzo

Stavby
- Paláce Palazzo della Carovana, středověký Palazzo Pretorio, Palazzo Gambacorti z konce 14. st. v němž sídlí radnice, Palazzo Medici, Palazzo Poschi z 15. st., Palazzo Reale z konce 16. st., Palazzo della Sapienza z roku 1493, Palazzo Tobler, Palazzo Toscanelli, Palazzo delle Vedove
- Zbytky městských hradeb z pozdního středověku
- Botanická zahrada, nejstarší v Evropě (založená roku 1544), leží jižně od náměstí Miracoli

Náměstí a ulice
- Corso Italia, ulice, pěší zóna, propojující hlavní nádraží v Pise se středem města na pravém břehu řeky Arno; ulice je obchodní a nákupní třída
- Piazza del Pozzetto, malé náměstí u mostu Ponte di Mezzo
- Piazza Dante Alighieri, v blízkosti řeky Arno, nachází se zde Palazzo della Sapienza v němž sídlí univerzita založená v roce 1543
- Piazza Martiri della Libertá, náměstí s parkem leží jihovýchodně od Piazza del Duomo

Pisa má několik muzeí a galerií, věnovaných italskému umění od 14. století. V Cantiere delle navi antiche jsou vystaveny vykopávky starého přístavu, včetně zbytků asi 30 římských lodí ze 3. až 7. století.

## Doprava
Městskou dopravu obstarává řada autobusových linek CPT.
Pisa má vlastní letiště s pravidelným provozem. Přímé železniční spojení je do Florencie, Říma, Janova, Neapole, lokální železnice vedou do Luccy, Viareggia aj. Město leží na dálnici A11 Janov - Livorno.

## Galerie

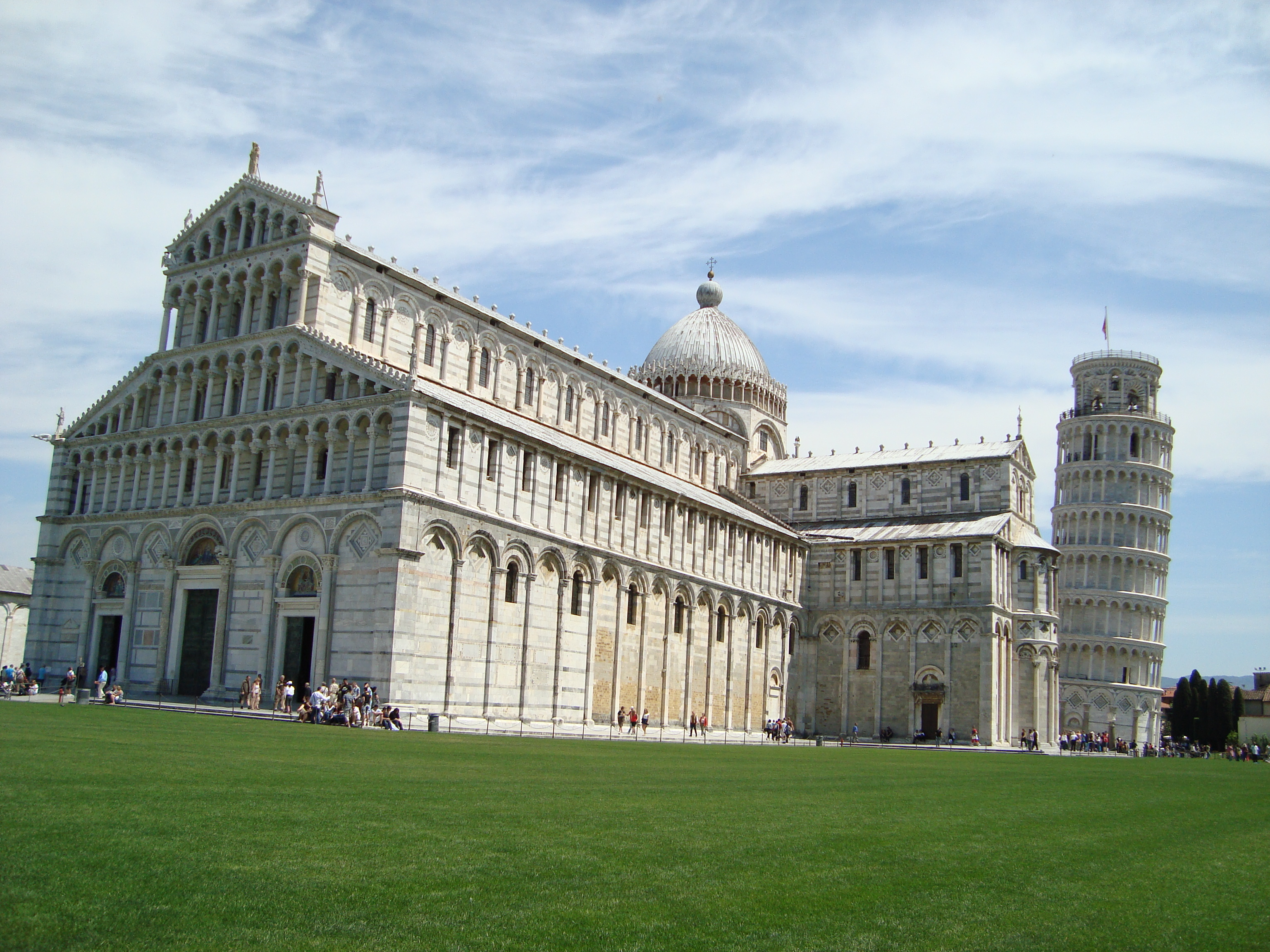
dóm a Šikmá věž
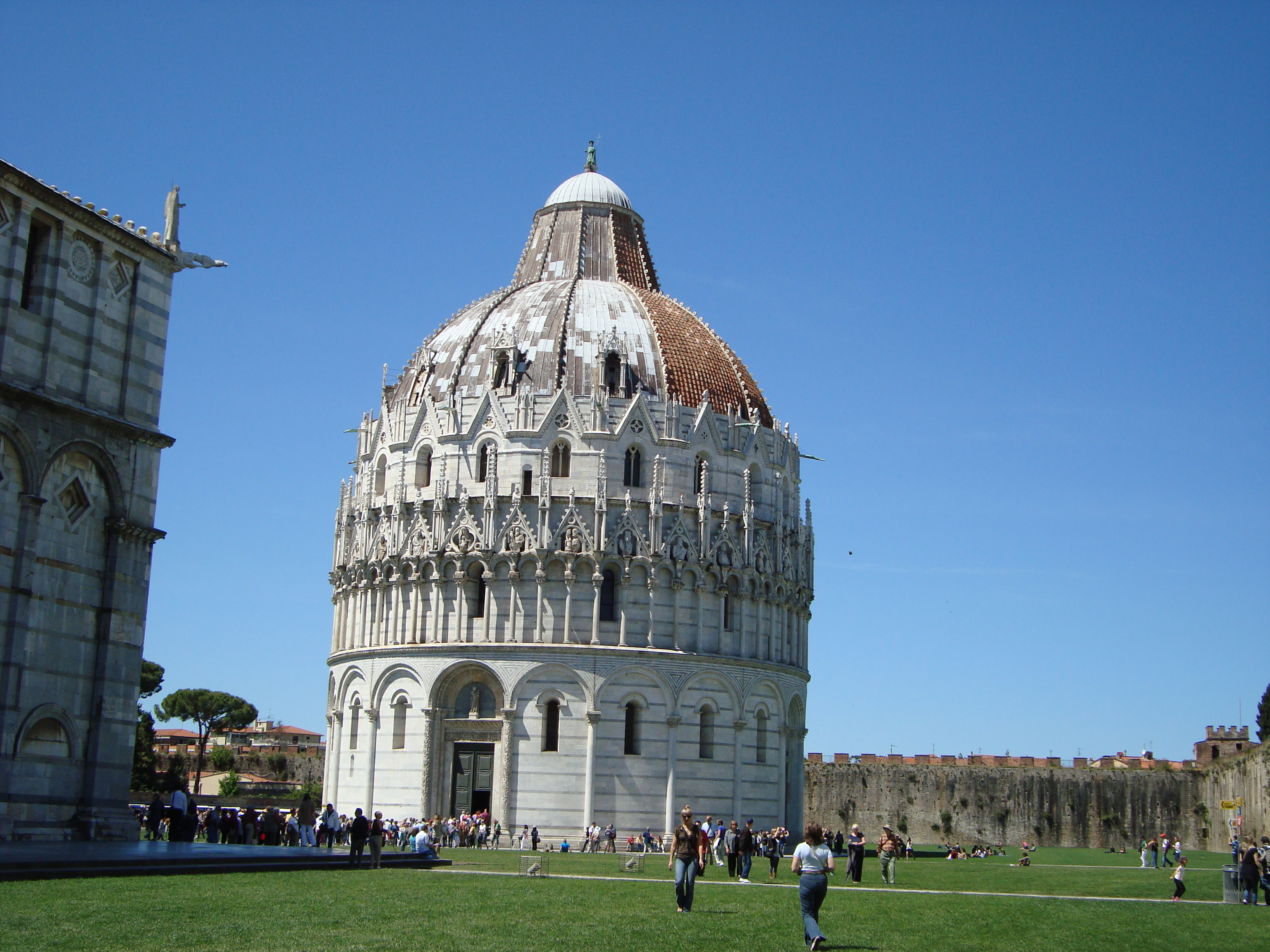
baptisterium
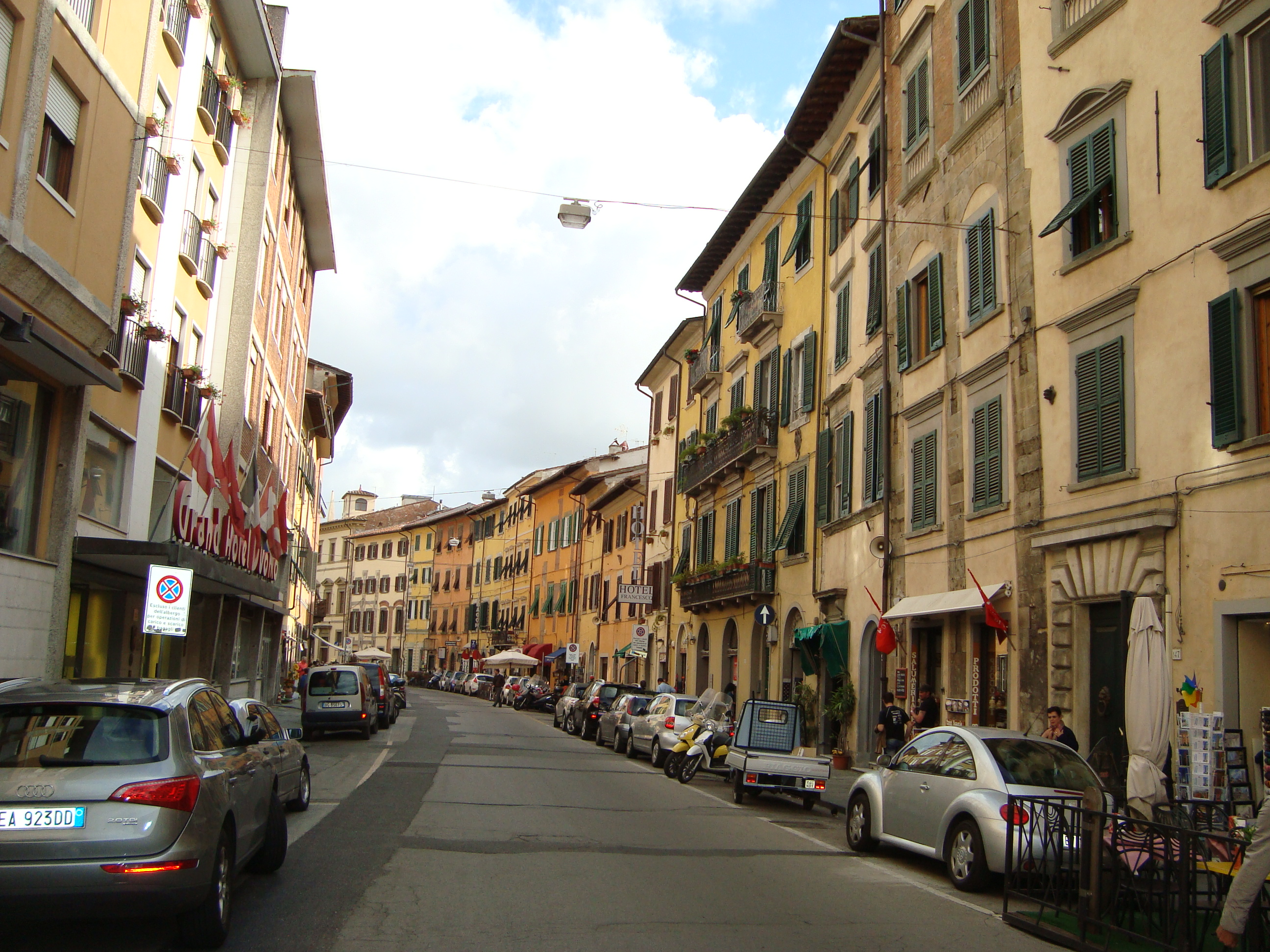
Via Santa Maria
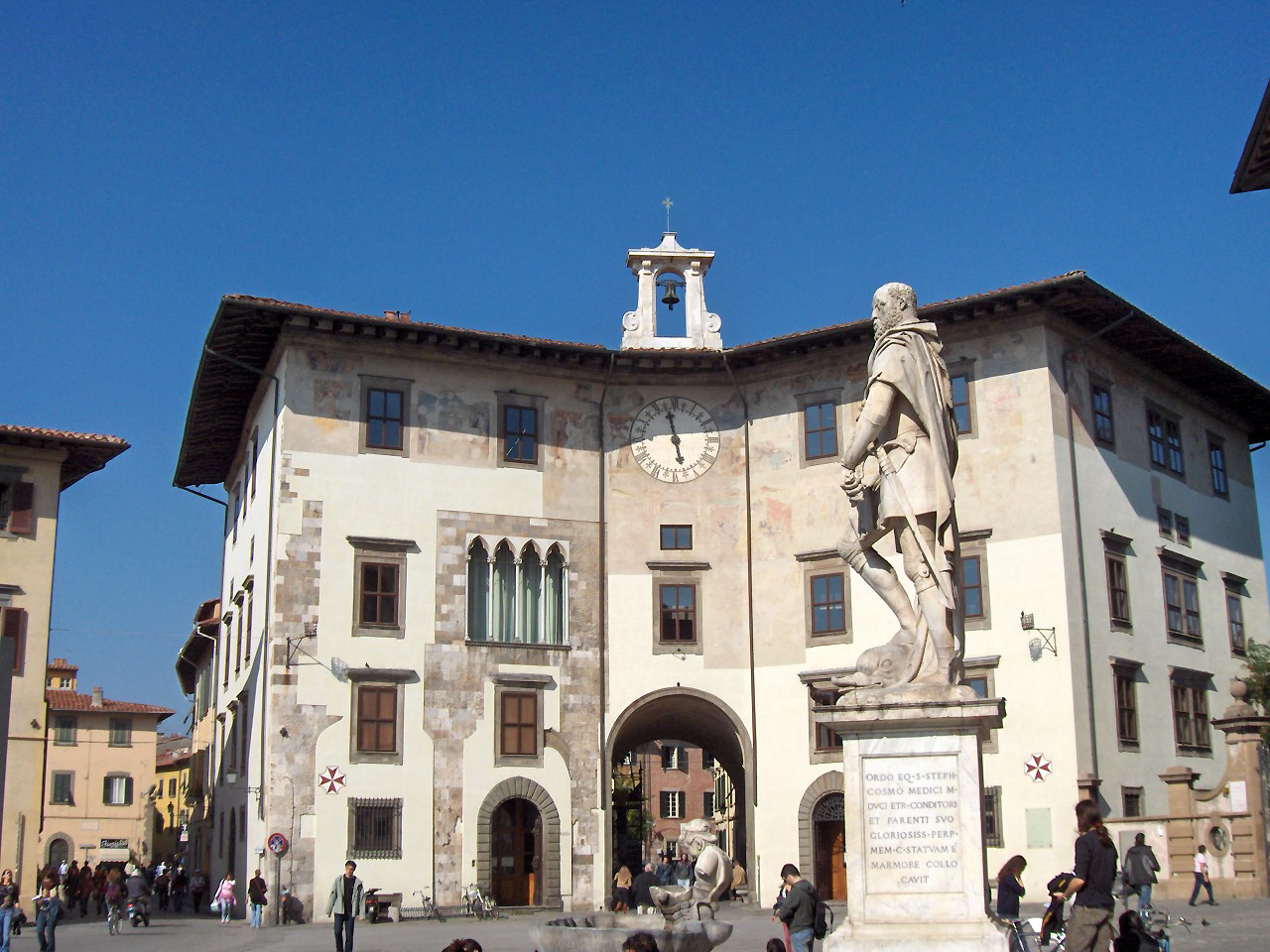
Piazza dei Cavalieri
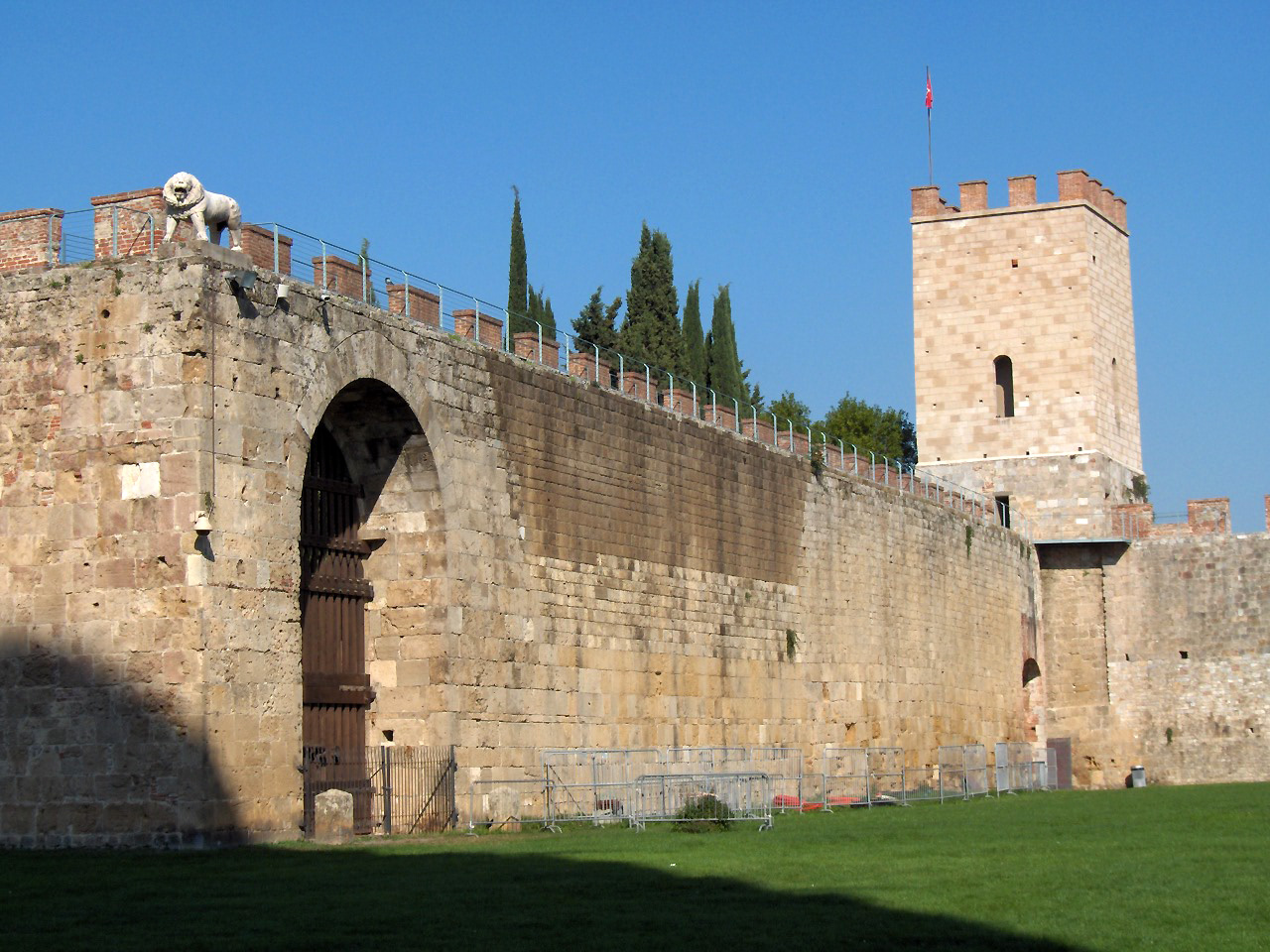
Hradby a Torre Santa
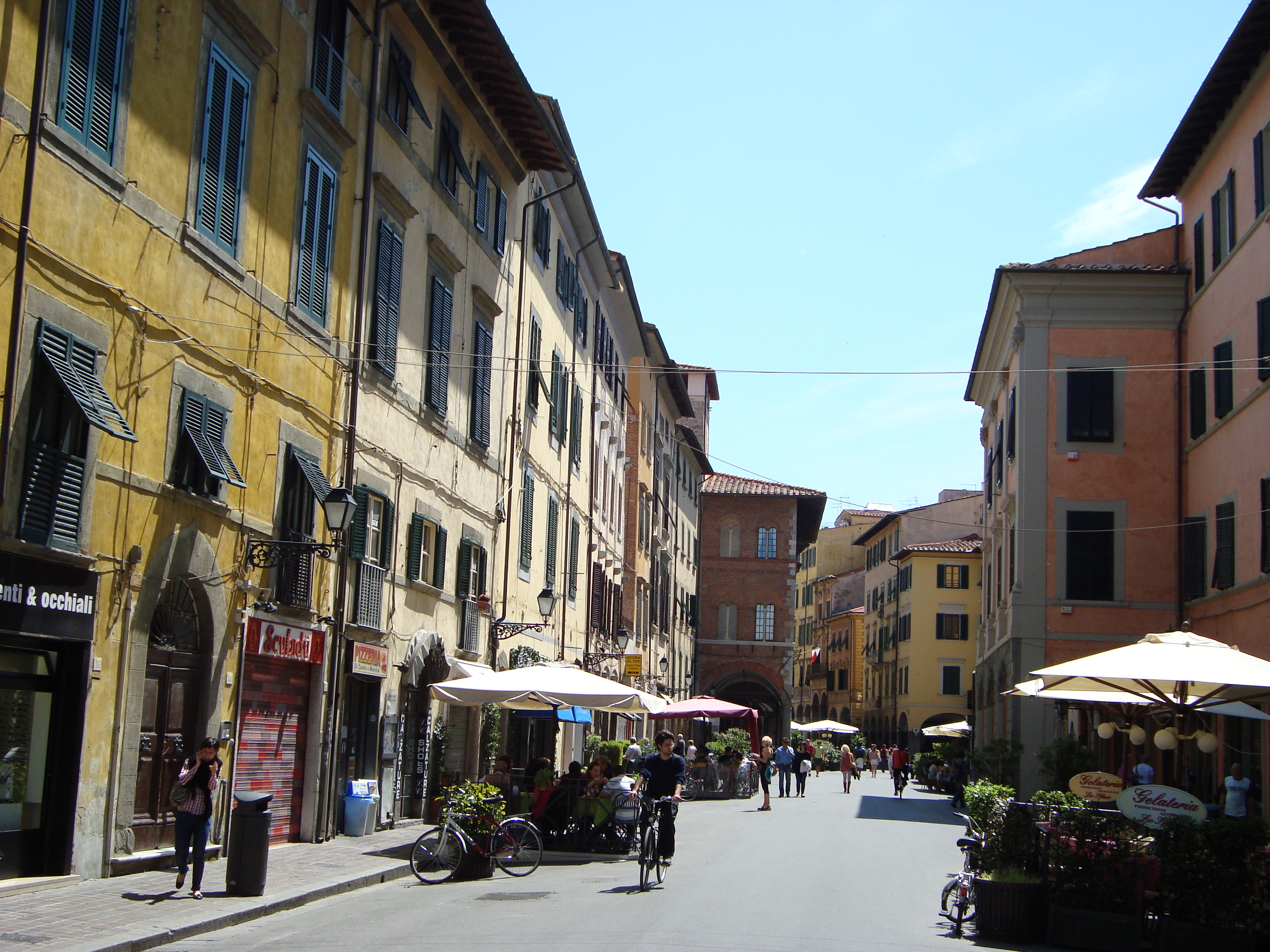
Via G. Oberdan
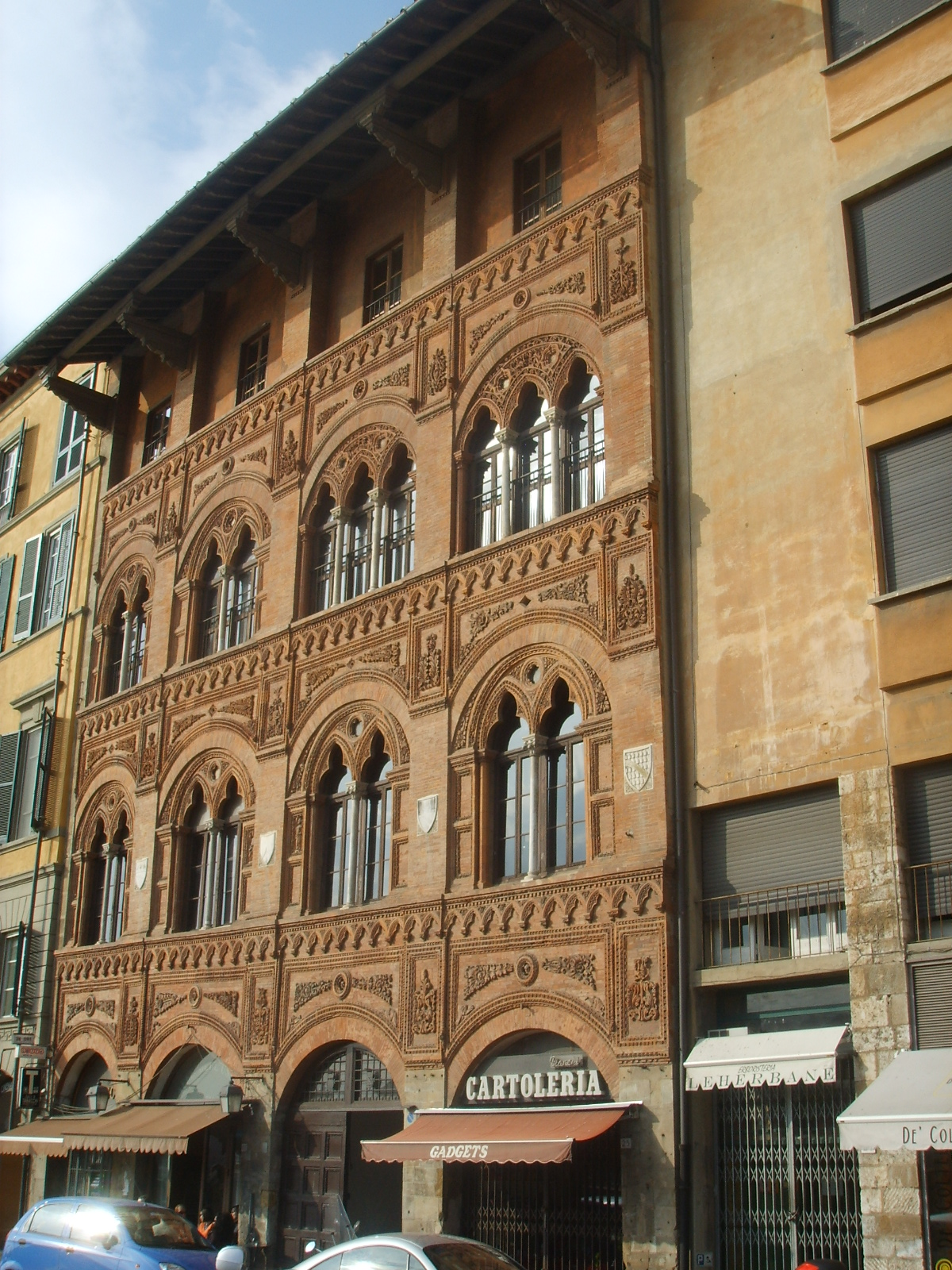
Palazzo Agostini
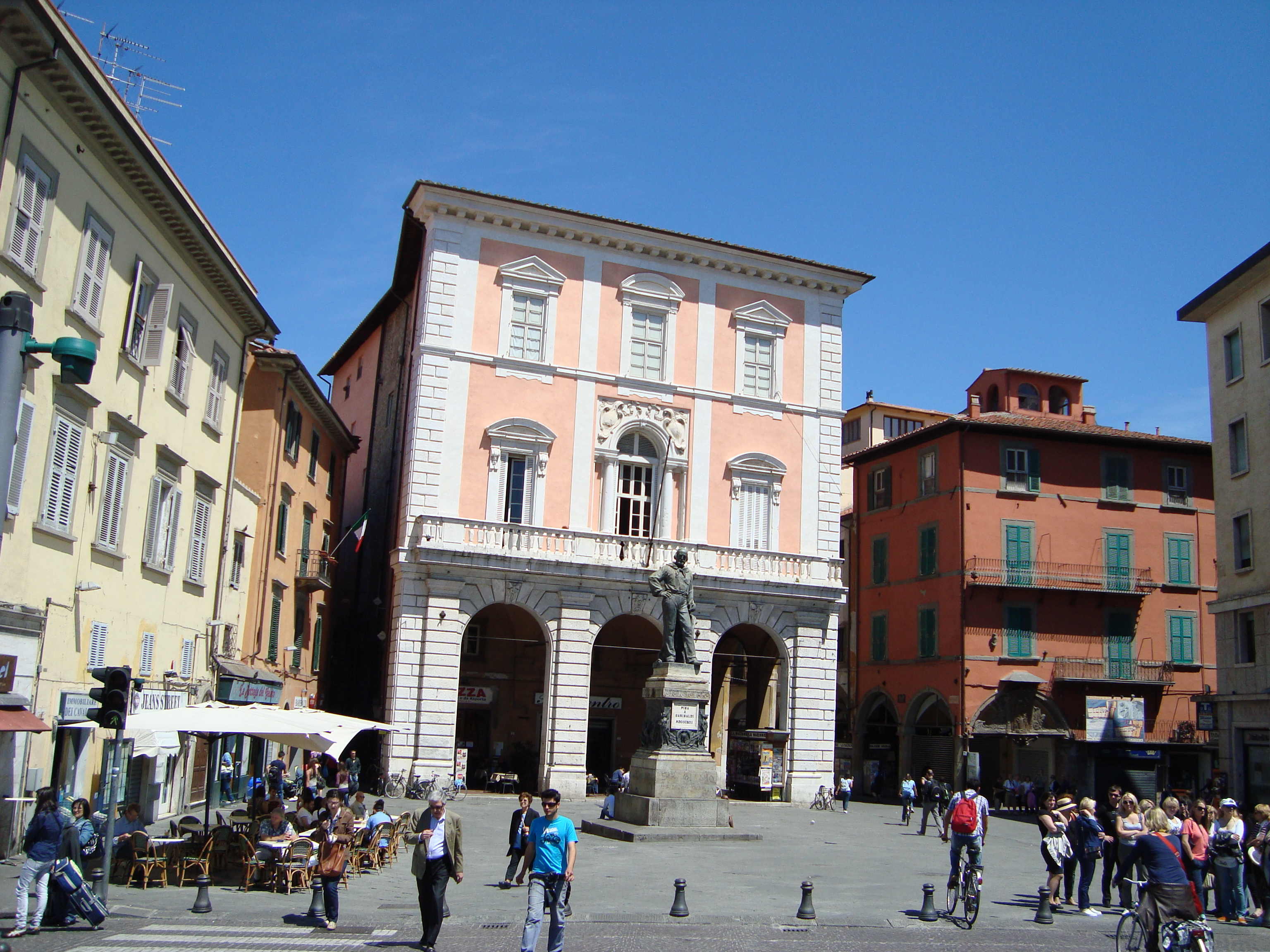
Piazza del Pozzetto
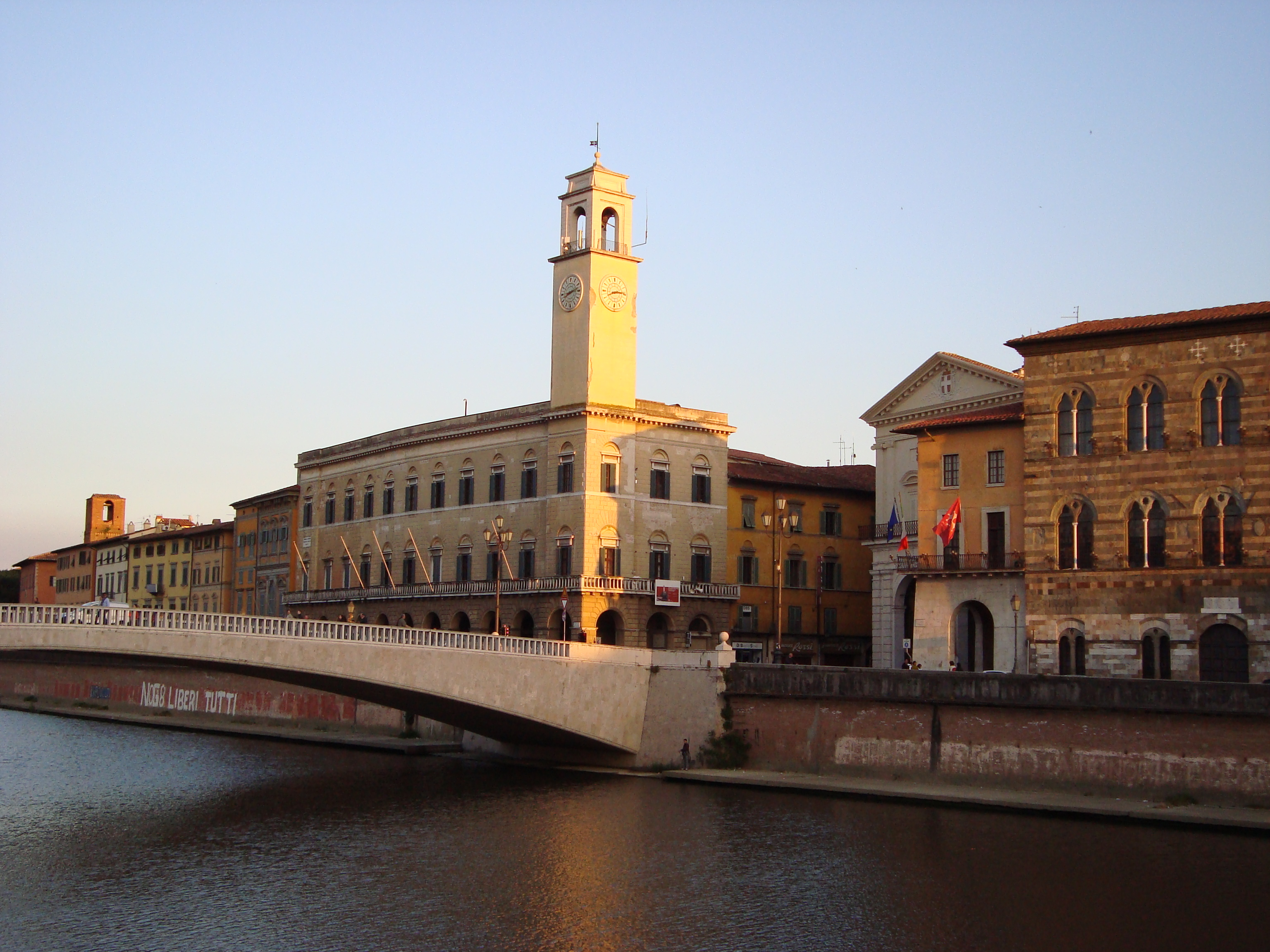
Palazzo Pretorio, vpravo radnice
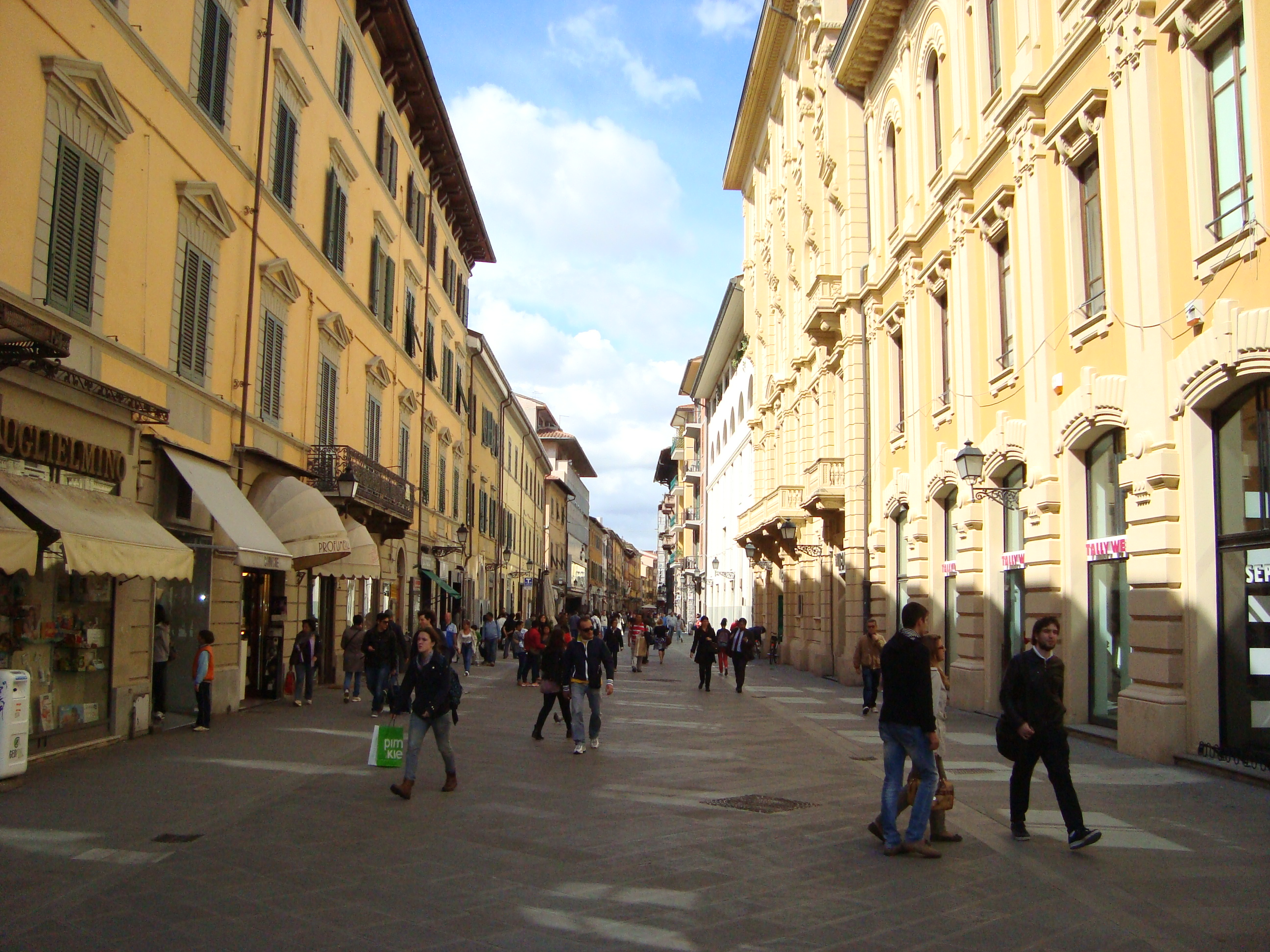
Corso Italia
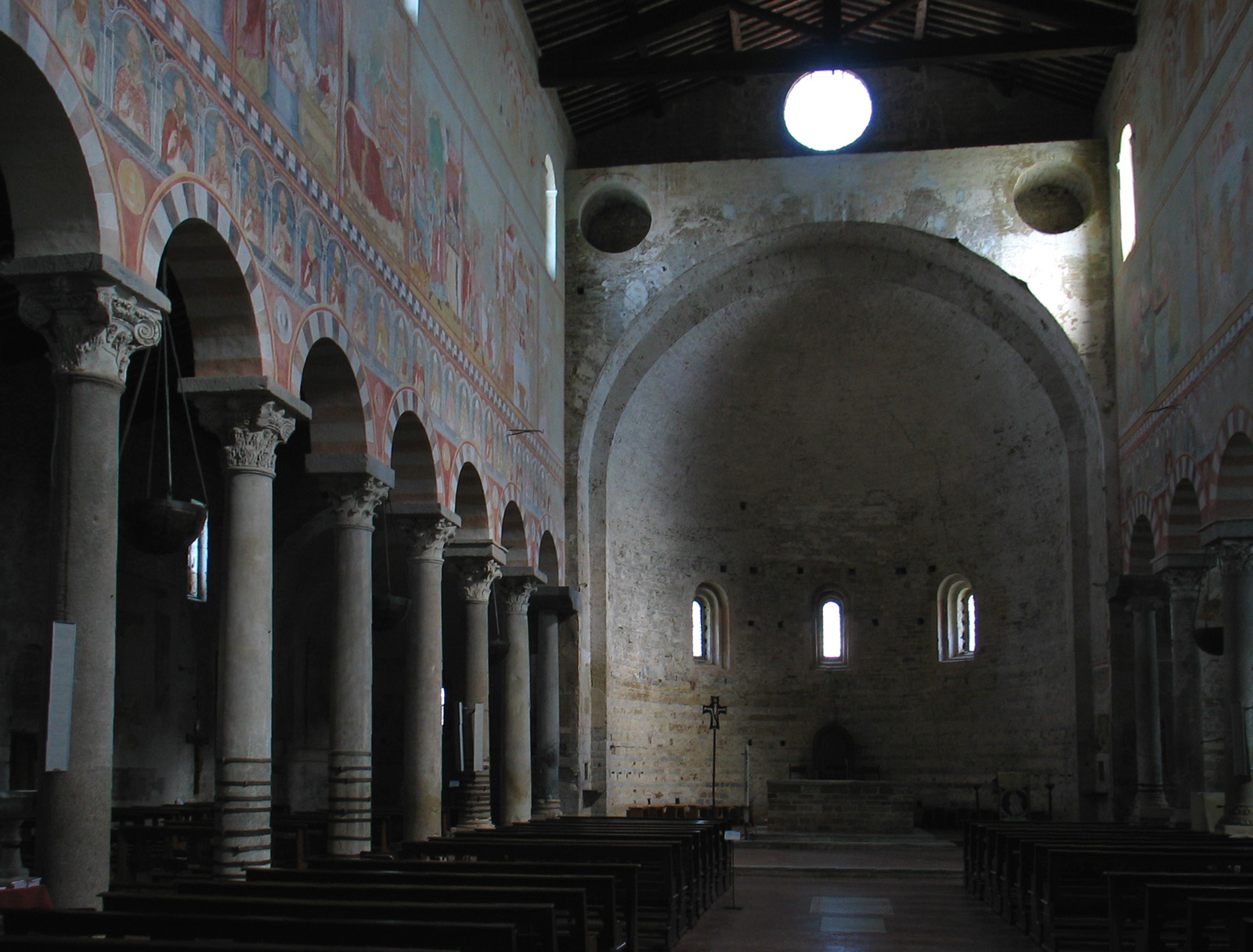
San Piero (Grado)
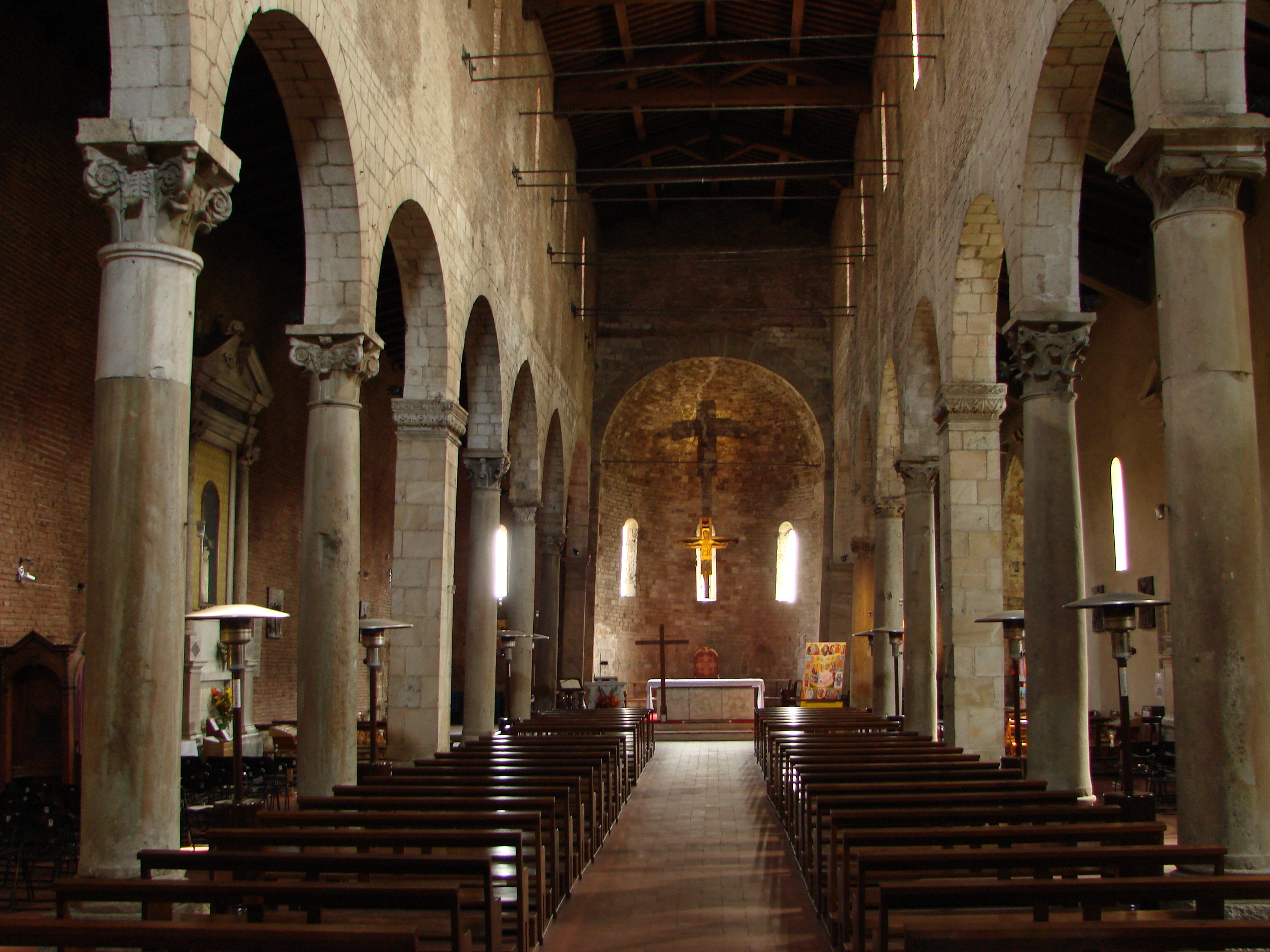
San Michele degli Scalzi
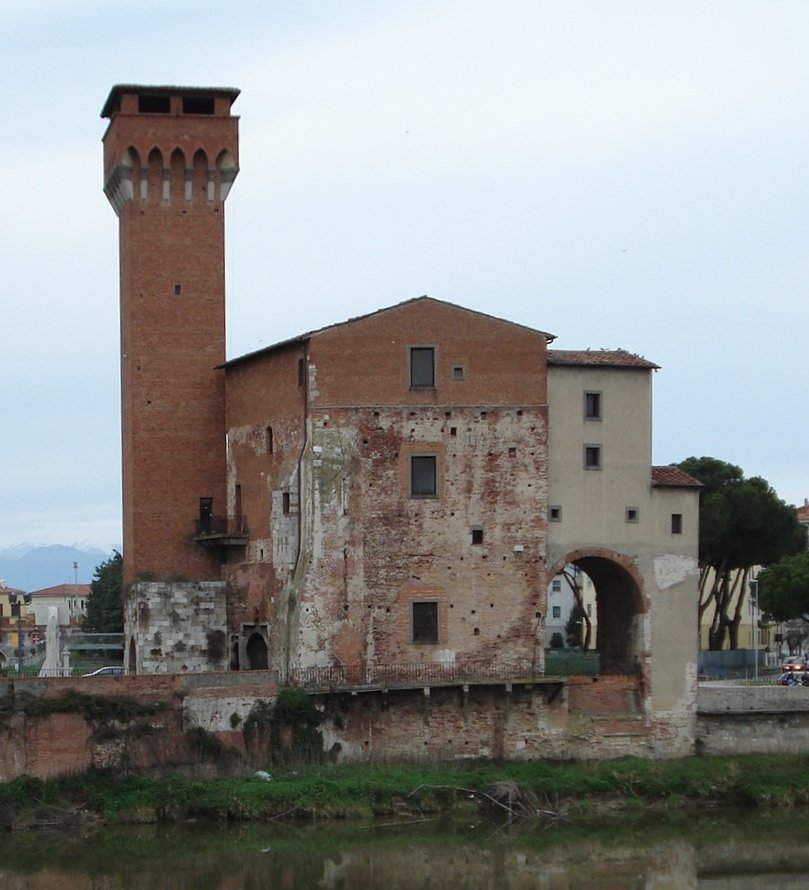
Citadela s věží
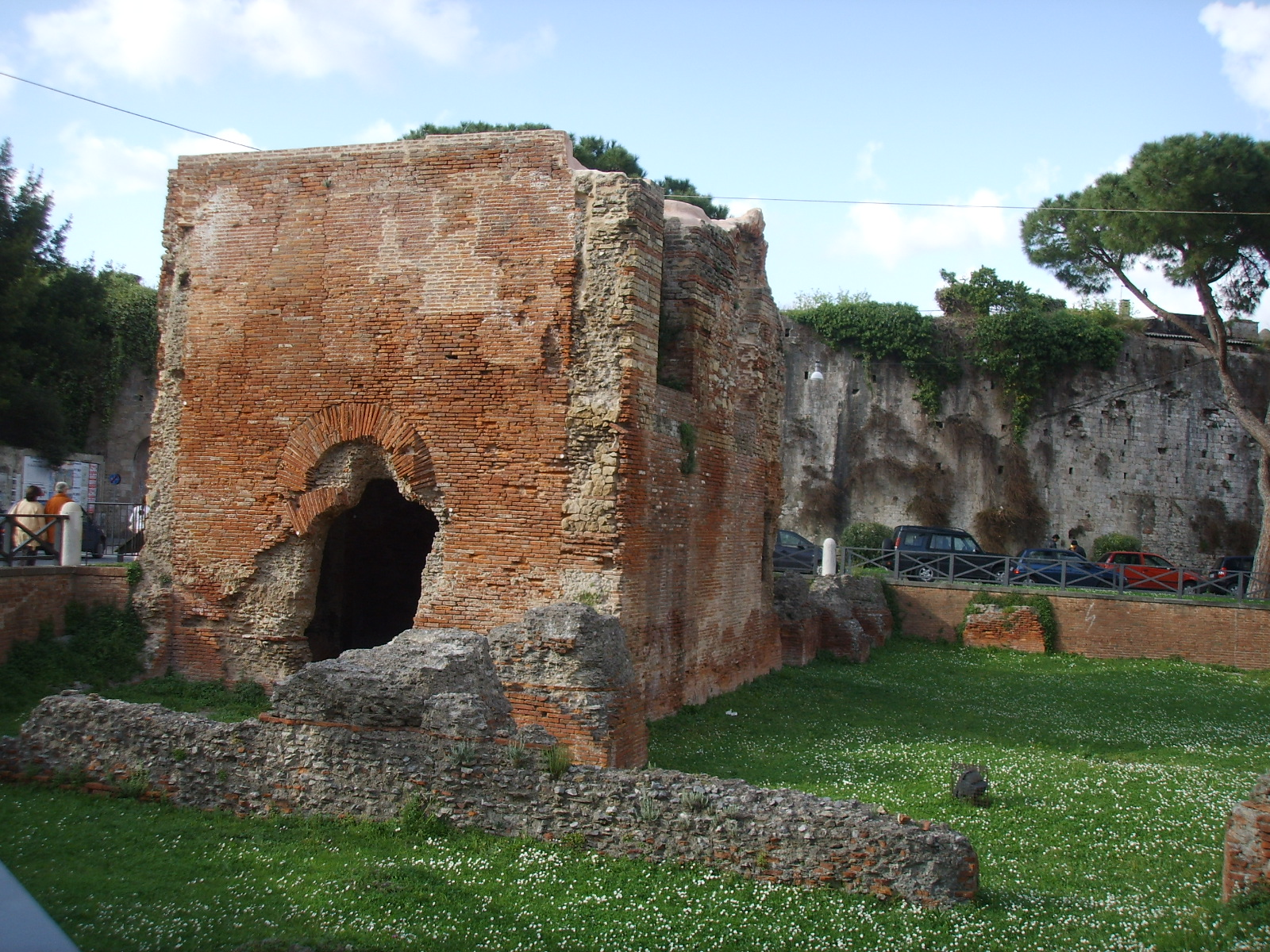
Neronovy lázně

## Vývoj počtu obyvatel
Počet obyvatel

## Osobnosti
- Daimbert z Pisy (1050–1107), první arcibiskup z Pisy a druhý latinský patriarcha v Jeruzalémě
- Gelasius II. (1060–1119), papež
- Evžen III. (†1153), papež
- Řehoř VIII. (1100–1187), papež
- Bona z Pisy (1156–1207), řeholnice a světice
- Leonardo Fibonacci (cca 1175–1250), italský matematik
- Nikola Pisano (cca 1206–1278), sochař a architekt
- Bonifác VIII. (1235–1303), papež
- Gugliemo Agnelli (1238–1313), italský sochař a architekt
- Giovanni Pisano (cca 1248–1315), zlatník, sochař a architekt
- Pisanello (* před 1395–1455), italský malíř, iluminátor a medailér
- Aurelio Lomi (1556–1622), italský malíř
- Orazio Gentileschi (1563–1639), italský malíř,
- Galileo Galilei (1564–1642), italský filozof, fyzik, astronom a matematik
- Giuseppe Mazzini (1805–1872), italský vlastenec, spisovatel a politik
- Giovanni Battista Donati (1826–1873), italský astronom
- Giosuè Carducci (1835–1906), italský básník, nositel Nobelovy ceny
- Giovanni Gentile (1875–1944), italský filozof a politik
- Enrico Fermi (1901–1954), italský fyzik, nositel Nobelovy ceny
- Carlo Azeglio Ciampi (1920–2016), italský politik a bývalý italský prezident
- Carlo Rubbia (* 1934), italský částicový fyzik
- Antonio Tabucchi (1943–2012), italský spisovatel

## Partnerská města
- Akko, Izrael
- Angers, Francie, 1982
- Cagliari, Itálie
- Coral Gables, USA
- Chang-čou, Čína
- Iglesias, Itálie, 2009
- Jericho, Palestina, 2000
- Kolding, Dánsko
- Niles, USA, 1991
- Rodi, Řecko
- Santiago de Compostela, Španělsko
- Unna, Německo, 1996